# 우메가오카역
우메가오카역(일본어: 梅ヶ丘駅)은 일본 도쿄도 세타가야구에 있는 철도역이다.

## 타는 곳
| 번선   | 노선              | 방향 | 궤도   | 방면                           |
| ------ | ----------------- | ---- | ------ | ------------------------------ |
| 1      | 오다큐 오다와라선 | 하행 | 완행선 | 오다와라 · 가타세에노시마 방면 |
| 통과선 | □오다와라선       | 하행 | 급행선 | (하행 열차의 통과)             |
| 통과선 | □오다와라선       | 상행 | 급행선 | (상행 열차의 통과)             |
| 2      | 오다큐 오다와라선 | 상행 | 완행선 | 신주쿠 · 지요다선 방면         |

## 역세권 정보
이곳은 하네기 공원의 근처역으로 매화 시즌에는 관광객들로 붐빈다. 또 고쿠시칸대학 세타가야 캠퍼스 및 고쿠시칸 중학교·고등학교의 오다큐 근처역이기도 하고 통학생들의 이용이 많다.
북쪽 출입구는 텔레비전 드라마의 로케이션 촬영 등에서 자주 이용된다. 북쪽 출입구 명물인 느티나무는 역전 버스 로터리의 정비로 인하여 2005년 2월 28일, 일부 벌채되었다.
- 기타자와 경찰서
- 기타자와 세무서
- 세타가야구 기타자와 보건 복지 센터
- 세타가야구립 우메가오카 도서관
- 우메가오카역앞 우체국
- 세타가야 우메가오카 우체국
- 기타자와강 녹도

## 역사
- 1934년 4월 1일: 영업 개시.
- 1962년: 상대식 승강장이 됨.
- 1998년 4월 16일: 고가 복복선화 사업에 따라 역사의 외관 디자인이 결정됨.
- 2004년 12월 11일: 구간준급이 새로 설정되고 정차역이 됨.
- 2016년 3월 26일: 구간준급이 폐지됨.

## 사진

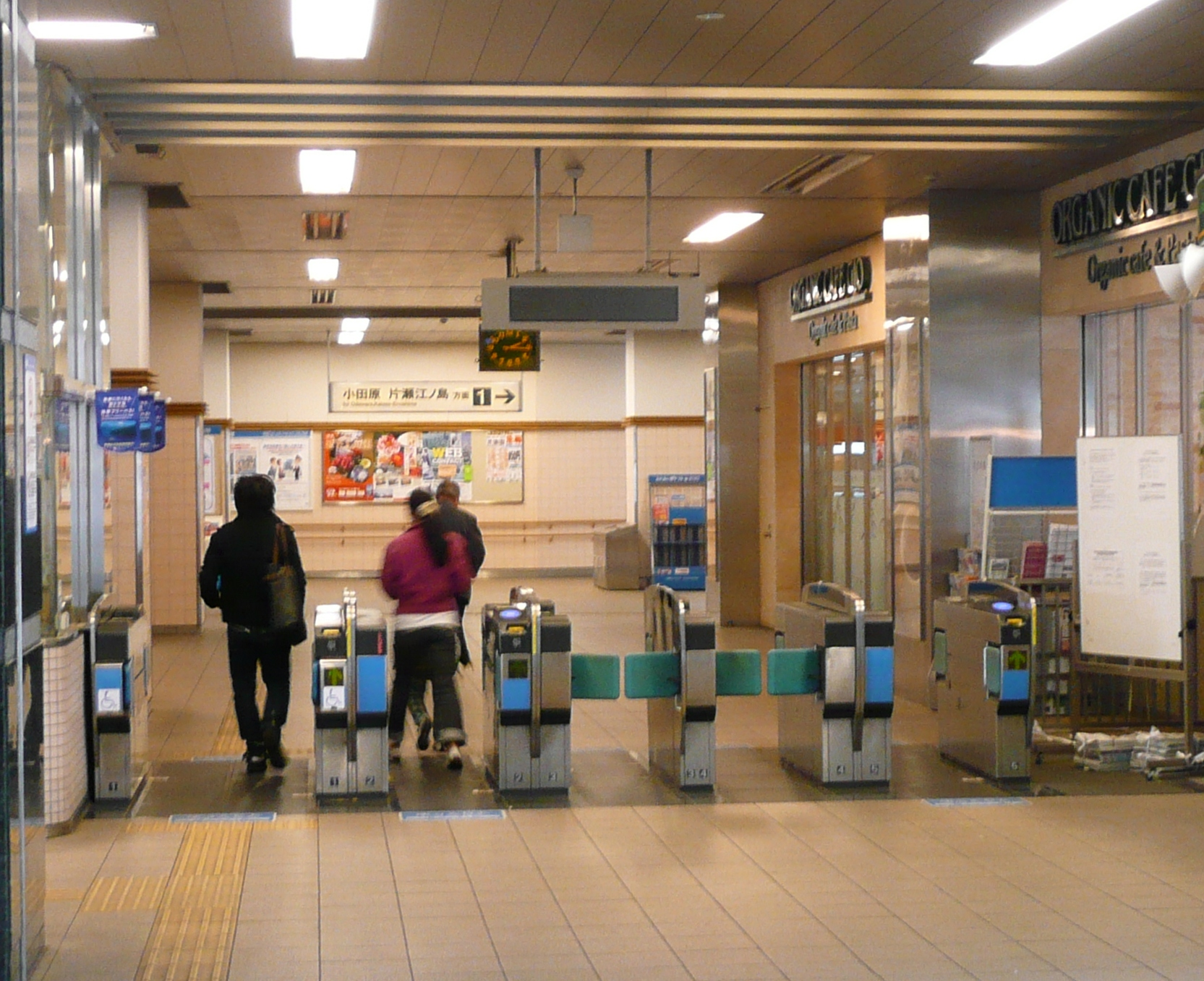
개찰구

## 인접역
| 오다큐 오다와라선                | 오다큐 오다와라선                              | 오다큐 오다와라선                             |
| -------------------------------- | ---------------------------------------------- | --------------------------------------------- |
| (무정차통과)                     | ■ 쾌속급행 □ 통근급행 ■ 급행 □ 통근준급 ■ 준급 | (무정차통과)                                  |
| OH 08 세타가야다이타 신주쿠 방면 | ■ 각역정차                                     | 고토쿠지 OH 10 오다와라 · 가타세에노시마 방면 |